# Martha Bossio de Martínez
Martha Bossio de Martínez (Bogotá, 6 de abril de 1946 - 19 de junio de 2022) fue una periodista, guionista y libretista de televisión colombiana de ascendencia italiana. Fue reconocida por ser de las primeras guionistas y creó más de veinte telenovelas y series nacionales.

## Biografía
Nació en Bogotá. Estudió comunicación social y periodismo en la Universidad Jorge Tadeo Lozano. Ejerció el periodismo en colaboraciones en la revista Semana y El Espectador. 
En 1966 debuta en guión de teatro con Julio César Luna en la obra El extranjero. Incursiona en la televisión haciendo guiones y creando las series y telenovelas: La mala hierba, El bazar de los idiotas, Pero sigo siendo el Rey, La casa de las dos palmas, Tuyo es mi corazón, Gallito Ramírez, con Carlos Vives y Margarita Rosa de Francisco como protagonistas, San Tropel y Las Ibáñez.
Incursionó en la docencia de libretos y realizaciones para la televisión y teatro en la universidades Jorge Tadeo Lozano, la Javeriana y La Sabana. Su último trabajo como guionista fue como Clara María Ochoa en la ronca de oro en 2015. El 19 de junio de 2022 fallece en Bogotá tras de padecer una afección en sus riñones.

## Filmografía

### Historias originales
- Las Ibáñez  (1989)
- Inseparables  (1992)
- ¡Ay cosita linda mamá!  (1998)
- Colombia en el Espejo: 60 años de la televisión  (2014)

### Adaptaciones
- La Mala Hierba  (1982) - Historia original de Juan Gossain
- Pero sigo siendo El Rey  (1984) - Historia original de David Sánchez Juliao
- Tuyo es mi corazón (1985) - Historia original de Juan José Hoyos
- Gallito Ramírez  (1986) - Historia original de David Sánchez Juliao
- San Tropel (1987) - Historia original de Ketty Cuello De Lizarazo
- La casa de las dos palmas  (1990) - Historia original de Manuel Mejía Vallejo
- La otra raya del Tigre (1993) - Historia original de Pedro Gómez Valderrama
- María Bonita (1995) - Historia original de David Sánchez Juliao